# Nati il 21 luglio
| Questa pagina contiene informazioni ricavate automaticamente dalle voci biografiche con l'ausilio del template Bio e di un bot. L'aggiornamento è periodico e automatico e ricostruisce completamente la pagina. Se manca una persona in questa lista, sei pregato di non aggiungerla, ma accertati piuttosto che la sua voce biografica contenga il template Bio e che i dati anagrafici siano correttamente compilati. Se il template Bio manca, inseriscilo tu stesso o, in alternativa, metti l'avviso {{tmp\|Bio}} che ne segnala la mancanza. Se i dati riportati sono sbagliati, correggi direttamente la voce biografica; le modifiche saranno visibili in questa lista entro pochi giorni. Per chiarimenti vedi il progetto biografie. La lista contiene solo le 1.122 persone che sono citate nell'enciclopedia e per le quali è stato implementato correttamente il template Bio. Pagina aggiornata al 17 ago 2025. |

## VI secolo(1)
- 541 - Sui Wendi, imperatore cinese († 604)

## VII secolo(1)
- 628 - Gao Zong, imperatore cinese († 683)

## XIII secolo(1)
- 1209 - Hamuro Mitsutoshi, poeta giapponese († 1276)

## XIV secolo(1)
- 1365 - Taddea d'Este, nobildonna italiana († 1404)

## XV secolo(3)
- 1414 - Papa Sisto IV, papa, vescovo cattolico e cardinale italiano († 1484)
- 1476 - Alfonso I d'Este, nobile, mecenate e politico italiano († 1534)
- 1476 - Anna Maria Sforza, nobile italiana († 1497)

## XVI secolo(8)
- 1515 - Filippo Neri, presbitero e educatore italiano († 1595)
- 1517 - Pietro Foscari, politico italiano († 1581)
- 1522 - Lucrezia Gonzaga, nobildonna e letterata italiana († 1576)
- 1535 - García Hurtado de Mendoza, generale spagnolo († 1609)
- 1550 - Silvio Savelli, cardinale italiano († 1599)
- 1577 - Adam Willaerts, pittore e disegnatore olandese († 1664)
- 1578 - Isabella Gonzaga di Novellara, nobile italiana († 1630)
- 1588 - Alfonso Gonzaga, arcivescovo cattolico italiano († 1649)

## XVII secolo(14)
- 1611 - Jan van Balen, pittore fiammingo († 1654)
- 1616 - Anna de' Medici, nobile italiana († 1676)
- 1620 - Jean Picard, abate e astronomo francese († 1682)
- 1626 - Anna Beatrice d'Este, nobildonna italiana († 1690)
- 1644 - Domenico Bettini, pittore italiano († 1705)
- 1646 - Livia Cesarini, nobile italiana († 1711)
- 1648 - John Graham, I visconte Dundee, militare, politico e nobile scozzese († 1689)
- 1657 - Marcello d'Aste, cardinale e arcivescovo cattolico italiano († 1709)
- 1667 - Cristoforo Munari, pittore italiano († 1720)
- 1668 - Federico Enrico di Sassonia-Zeitz-Pegau-Neustadt, principe tedesco († 1713)
- 1693 - Thomas Pelham-Holles, I duca di Newcastle-upon-Tyne, politico inglese († 1768)
- 1694 - Georg Brandt, chimico e mineralogista svedese († 1768)
- 1695 - Giambattista Bortoli, teologo e arcivescovo cattolico italiano († 1776)
- 1696 - Carlo Giorgio Clerici, nobile e militare italiano († 1717)

## XVIII secolo(30)
- 1708 - Andrea Barbiani, pittore italiano († 1779)
- 1709 - Filippo Giuseppe di Salm-Kyrburg, principe († 1779)
- 1711 - Antonio González Ruiz, pittore spagnolo († 1788)
- 1712 - Karl von Cobenzl, diplomatico e politico austriaco († 1770)
- 1714 - Natal'ja Alekseevna Romanova, principessa russa († 1728)
- 1716 - Juan de García y Montenegro, vescovo cattolico spagnolo († 1783)
- 1718 - Baldassarre Lombardi, letterato, critico letterario e religioso italiano († 1802)
- 1732 - James Adam, architetto scozzese († 1794)
- 1732 - Amalia di Sassonia-Hildburghausen, duchessa († 1799)
- 1748 - Abraham-Louis-Rodolphe Ducros, pittore svizzero († 1810)
- 1751 - Luigi Romanelli, librettista italiano († 1839)
- 1762 - Giulia Beccaria, nobildonna italiana († 1841)
- 1766 - Thomas Charles Hope, chimico e medico scozzese († 1844)
- 1767 - Philibert Fressinet, generale francese († 1821)
- 1772 - Alexis-François Artaud de Montor, storico, diplomatico e traduttore francese († 1849)
- 1774 - Gian Giacomo Trivulzio, VI marchese di Sesto Ulteriano, nobile, collezionista d'arte e politico italiano († 1831)
- 1775 - Maurizio del Liechtenstein, generale austriaco († 1819)
- 1775 - George Osborne, VI duca di Leeds, politico inglese († 1838)
- 1783 - Carlo Tristano di Montholon, nobile e generale francese († 1853)
- 1784 - Jørgen Herman Vogt, politico norvegese († 1862)
- 1789 - Vasil Evstatiev Aprilov, scrittore e patriota bulgaro († 1847)
- 1790 - Friedrich Karl Hermann Kruse, storico tedesco († 1866)
- 1791 - Carlo Vizzardelli, cardinale italiano († 1851)
- 1792 - William Sharp Macleay, entomologo inglese († 1865)
- 1795 - Flaminia Rossi, duchessa († 1840)
- 1799 - Fëdor Fëdorovič Matjuškin, navigatore, esploratore e ammiraglio russo († 1872)
- 1799 - Fortunato Prandi, imprenditore e politico italiano († 1868)
- 1799 - Sebastiano Purgotti, chimico, matematico e filosofo italiano († 1879)
- 1800 - Frédérick Lemaître, attore teatrale francese († 1876)
- 1800 - Aureliano Coutinho, visconte di Sepetiba, politico brasiliano († 1855)

## XIX secolo(160)
- 1801 - Carlo Arienti, pittore italiano († 1873)
- 1801 - Jules Pierre Rambur, medico e entomologo francese († 1870)
- 1802 - David Hunter, generale statunitense († 1886)
- 1805 - Frederik Storch, pittore danese († 1883)
- 1806 - Antonio Kramer, chimico italiano († 1853)
- 1806 - Giuseppe Puini, architetto italiano († 1869)
- 1807 - Franco Maccagnone, architetto italiano († 1857)
- 1808 - Piero Guicciardini, teologo italiano († 1886)
- 1808 - Domonkos Zichy, vescovo cattolico ungherese († 1879)
- 1809 - Carlo Baudi di Vesme, giurista, letterato e politico italiano († 1877)
- 1810 - Henri-Victor Regnault, chimico e fisico francese († 1878)
- 1811 - Nicola Trudi, matematico italiano († 1884)
- 1812 - Louw Wepener, militare sudafricano († 1865)
- 1813 - Pietro Luigi Manzoni, nobile italiano († 1873)
- 1813 - Giovanni Antonio Sanguineti, politico italiano († 1883)
- 1814 - George Dennis, diplomatico, esploratore e etruscologo britannico († 1898)
- 1816 - Paul Julius Reuter, imprenditore e giornalista tedesco († 1899)
- 1816 - Julius Sturm, poeta tedesco († 1896)
- 1818 - Salvatore Nobili Vitelleschi, cardinale e arcivescovo cattolico italiano († 1875)
- 1821 - Vasile Alecsandri, poeta, scrittore e politico romeno († 1890)
- 1821 - Adolf von Auersperg, politico austriaco († 1885)
- 1821 - Bernard Bernard, presbitero e missionario francese († 1895)
- 1821 - Lorenzo Bruno, medico e politico italiano († 1900)
- 1821 - Edoardo Deodati, avvocato e politico italiano († 1896)
- 1821 - Giuseppe Farinetti, religioso, teologo e alpinista italiano († 1896)
- 1821 - Fortuné Henry, giornalista e scrittore francese († 1882)
- 1822 - Elizabeth Herbert, traduttrice, scrittrice e filantropa inglese († 1911)
- 1824 - Claude Bowes-Lyon, XIII conte di Strathmore e Kinghorne, nobile britannico († 1904)
- 1824 - Emilio Cornalia, zoologo, paleontologo e naturalista italiano († 1882)
- 1825 - Leopoldo Puccioni, magistrato e politico italiano († 1901)
- 1825 - Práxedes Mateo Sagasta, politico spagnolo († 1903)
- 1826 - Giovanni Oddone, avvocato e politico italiano († 1911)
- 1827 - Pietro Follador, poeta, presbitero e rivoluzionario italiano († 1872)
- 1828 - Fratelli Archibugi, patriota italiano († 1849)
- 1828 - Luigi Boldrini, patriota, giornalista e politico italiano († 1894)
- 1831 - Filippo Prosperi, pittore italiano († 1913)
- 1832 - Christiano Junior, fotografo e giornalista portoghese († 1902)
- 1834 - Gioacchino Giuseppe Napoleone Murat, generale e nobile francese († 1901)
- 1835 - Désirée Artôt, mezzosoprano belga († 1907)
- 1836 - Ugo Zannoni, scultore italiano († 1919)
- 1837 - Helen Appo Cook, attivista statunitense († 1913)
- 1839 - Francesco Satolli, cardinale italiano († 1910)
- 1840 - Paulin Martin, biblista e orientalista francese († 1890)
- 1841 - Edmondo Behles, fotografo tedesco († 1921)
- 1842 - Louis Tauzin, pittore francese († 1915)
- 1844 - Guglielmo Cappa, ingegnere italiano († 1905)
- 1844 - Luciano Cordeiro, geografo e letterato portoghese († 1900)
- 1844 - Joan Röell, politico e avvocato olandese († 1914)
- 1848 - Gustave Bloch, storico francese († 1923)
- 1848 - Giovanni Rivara, imprenditore italiano († 1901)
- 1851 - Sam Bass, criminale statunitense († 1878)
- 1852 - Giuseppe De Ninno, biografo e storiografo italiano († 1930)
- 1854 - Albert Edelfelt, pittore finlandese († 1905)
- 1854 - Carl Paul Goerz, imprenditore tedesco († 1923)
- 1855 - Octave Gallian, pittore francese († 1918)
- 1857 - Max Weiss, scacchista ungherese († 1927)
- 1858 - Lovis Corinth, pittore, incisore e docente tedesco († 1925)
- 1858 - Cesare Goldmann, imprenditore e politico italiano († 1937)
- 1858 - Maria Cristina d'Asburgo-Teschen, principessa († 1929)
- 1858 - Victor Roelens, vescovo cattolico e missionario belga († 1947)
- 1859 - Vito Luciani, politico italiano († 1951)
- 1860 - Edward Joseph Hanna, arcivescovo cattolico statunitense († 1944)
- 1861 - Albert Hodges, scacchista statunitense († 1944)
- 1861 - Victor Leydet, pittore francese († 1904)
- 1861 - Alice Pegler, insegnante e botanica sudafricana († 1929)
- 1863 - James O'Neill, attore statunitense († 1938)
- 1863 - C. Aubrey Smith, attore e crickettista britannico († 1948)
- 1864 - Seymour Bathurst, VII conte Bathurst, nobile e ufficiale britannico († 1943)
- 1864 - Frances Cleveland, first lady statunitense († 1947)
- 1865 - Auguste Cavadini, tiratore a segno francese († 1922)
- 1865 - James Murray, biologo e esploratore scozzese († 1914)
- 1865 - Lazzaro Luxardo, pittore italiano († 1949)
- 1865 - Harold Raeburn, alpinista scozzese († 1926)
- 1865 - M. P. Shiel, scrittore britannico († 1947)
- 1865 - Giuseppe Valentino, politico italiano († 1943)
- 1866 - Francesc Berenguer, architetto spagnolo († 1914)
- 1866 - Carlos Schwabe, pittore e incisore tedesco († 1926)
- 1867 - Alfonso Maria Casoli, gesuita, poeta e romanziere italiano († 1923)
- 1867 - William Vincent Fitzgerald, botanico australiano († 1929)
- 1867 - Lucien Hector Monod, pittore e incisore francese († 1957)
- 1870 - Paul Hildebrandt, docente, filologo classico e politico tedesco († 1948)
- 1870 - Adolf Küry, vescovo vetero-cattolico svizzero († 1956)
- 1870 - Emil Orlik, pittore, fotografo e artigiano boemo († 1932)
- 1871 - Guglielmo Ferrero, sociologo, storico e scrittore italiano († 1942)
- 1871 - DeWitt Jennings, attore statunitense († 1937)
- 1873 - Charles Schlee, pistard statunitense († 1947)
- 1873 - Herbert Witherspoon, basso e impresario teatrale statunitense († 1935)
- 1875 - Ugo Clerici, sindacalista, giornalista e agente segreto italiano († 1943)
- 1875 - Charles Gondouin, rugbista a 15 e tiratore di fune francese († 1947)
- 1875 - Jérôme de Mayer, arciere belga († 1958)
- 1875 - Oskar Moll, pittore tedesco († 1947)
- 1876 - Mario Chini, poeta, museologo e traduttore italiano († 1959)
- 1877 - Biagio Biagetti, pittore italiano († 1948)
- 1877 - Henri Hazebrouck, canottiere francese († 1948)
- 1877 - Romualdo Rossi, scrittore e giornalista italiano († 1968)
- 1878 - Otto Satzinger, tuffatore austriaco († 1945)
- 1879 - Joseph A. A. Burnquist, politico e avvocato statunitense († 1961)
- 1880 - Charles Delaporte, canottiere e pistard francese († 1949)
- 1880 - Carlo Foà, fisiologo e patologo italiano († 1971)
- 1880 - Luis Riart, politico paraguaiano († 1953)
- 1880 - Milan Rastislav Štefánik, politico e generale slovacco († 1919)
- 1881 - Ludwig Drescher, calciatore danese († 1917)
- 1881 - Johnny Evers, giocatore di baseball e allenatore di baseball statunitense († 1947)
- 1881 - Raffaele Lettieri, politico italiano († 1957)
- 1882 - Dario Barbosa, tiratore a segno brasiliano († 1965)
- 1882 - Alain de Boüard, archivista, paleografo e storico francese († 1955)
- 1882 - David Davidovič Burljuk, scrittore, pittore e giornalista russo († 1967)
- 1882 - Georg Jacoby, regista, sceneggiatore e produttore cinematografico tedesco († 1964)
- 1882 - Ruth Comfort Mitchell, scrittrice statunitense († 1954)
- 1882 - Zhang Zhijiang, generale cinese († 1966)
- 1883 - Boris Vladimirovič Davydov, esploratore russo († 1925)
- 1883 - Federico De Maria, poeta, giornalista e scrittore italiano († 1954)
- 1883 - Carl Engel, compositore statunitense († 1944)
- 1883 - Nicola Parravano, chimico italiano († 1938)
- 1884 - Louis Abell, canottiere statunitense († 1962)
- 1885 - Károly Dietz, calciatore e allenatore di calcio ungherese († 1969)
- 1885 - Jacques Feyder, regista, sceneggiatore e attore belga († 1948)
- 1886 - Henrik Hajós, nuotatore ungherese († 1963)
- 1888 - Carlos Duarte Costa, vescovo cattolico brasiliano († 1961)
- 1888 - Ciro Formisano, cantante e attore italiano († 1963)
- 1888 - Giovanni Mauro, dirigente sportivo e arbitro di calcio italiano († 1958)
- 1889 - Steuart Wilson, tenore e manager inglese († 1966)
- 1890 - Eduard Dietl, generale tedesco († 1944)
- 1890 - Erik Heinrichs, generale finlandese († 1965)
- 1890 - John Mitchell Nuttall, fisico britannico († 1958)
- 1890 - Ben F. Reynolds, direttore della fotografia statunitense († 1948)
- 1890 - Giulio Trevisani, scrittore italiano († 1969)
- 1891 - Oskar Kummetz, ammiraglio tedesco († 1980)
- 1891 - Ante Pandaković, medico e allenatore di calcio jugoslavo († 1968)
- 1891 - Ellen Richter, attrice e produttrice cinematografica austriaca († 1969)
- 1891 - Elmer Ripley, cestista e allenatore di pallacanestro statunitense († 1982)
- 1891 - Juho Saaristo, giavellottista finlandese († 1969)
- 1891 - Wilhelm Trabandt, generale tedesco († 1968)
- 1892 - Percival David, sinologo e collezionista d'arte britannico († 1964)
- 1892 - Renée Falconetti, attrice francese († 1946)
- 1892 - Carlo Grava, politico italiano († 1967)
- 1893 - Hans Fallada, scrittore tedesco († 1947)
- 1893 - Phyllis Povah, attrice statunitense († 1975)
- 1893 - Isa Querio, attrice italiana († 1976)
- 1893 - Eugen Schüfftan, direttore della fotografia e effettista tedesco († 1977)
- 1894 - Giovanni Bassi, ciclista su strada italiano († 1942)
- 1894 - Lenore Ulric, attrice statunitense († 1970)
- 1895 - Renato Martorelli, partigiano italiano († 1944)
- 1895 - Ken Maynard, attore statunitense († 1973)
- 1895 - Adam Papée, schermidore polacco († 1990)
- 1896 - Simone Berriau, attrice, cantante e produttrice cinematografica francese († 1984)
- 1896 - Gladys Hulette, attrice statunitense († 1991)
- 1896 - Jean Rivier, musicista francese († 1987)
- 1897 - Edmund Heines, militare e politico tedesco († 1934)
- 1897 - Vasilij Danilovič Sokolovskij, generale e politico sovietico († 1968)
- 1898 - Sara Carter, musicista statunitense († 1979)
- 1898 - William Gibson, allenatore di calcio e calciatore scozzese
- 1898 - Josep Sunyol, politico e dirigente sportivo spagnolo († 1936)
- 1898 - Tom Whittaker, calciatore e allenatore di calcio inglese († 1956)
- 1899 - Hart Crane, poeta statunitense († 1932)
- 1899 - Ernest Hemingway, scrittore e giornalista statunitense († 1961)
- 1899 - Karl Jiszda, calciatore austriaco († 1963)
- 1899 - Ralph Staub, regista, sceneggiatore e produttore cinematografico statunitense († 1969)
- 1899 - André Wille, calciatore svizzero († 1963)
- 1900 - Irene Delroy, attrice statunitense († 1985)

## XX secolo(879)
- 1901 - Arduino Angelucci, artista italiano († 1981)
- 1901 - Attilio Basso, militare italiano († 1941)
- 1901 - János Biri, calciatore e allenatore di calcio ungherese († 1974)
- 1901 - Alberto Doria, sceneggiatore e regista italiano († 1944)
- 1901 - Allyn Joslyn, attore statunitense († 1981)
- 1901 - Victor Leemans, politico belga († 1971)
- 1901 - Max Linder, scenografo e attore svedese († 1948)
- 1901 - Jean Luchaire, giornalista francese († 1946)
- 1901 - Paolo Mazza, allenatore di calcio e dirigente sportivo italiano († 1981)
- 1902 - Piera Cillario, imprenditrice italiana († 1980)
- 1902 - William Cuthbertson, pugile britannico († 1963)
- 1902 - Leah Rhodes, costumista statunitense († 1986)
- 1902 - Georges Wambst, ciclista su strada e pistard francese († 1988)
- 1903 - Russel Lee, fotografo statunitense († 1986)
- 1903 - Roy Neuberger, imprenditore e mecenate statunitense († 2010)
- 1904 - Mario Agosti, giavellottista, multiplista e calciatore italiano († 1992)
- 1904 - Oscar Andò, politico italiano († 1996)
- 1904 - Fernand Fayolle, ciclista su strada e ciclocrossista francese († 1997)
- 1904 - Jean-Marie Gantois, presbitero belga († 1968)
- 1904 - James Gentle, calciatore statunitense († 1986)
- 1904 - Wilhelm Harster, generale e agente segreto tedesco († 1991)
- 1904 - Henry Johansen, calciatore norvegese († 1988)
- 1904 - Ferenc Kocsis, calciatore ungherese († 1962)
- 1904 - Giovanni Battista Pardini, vescovo cattolico italiano († 1987)
- 1904 - Vittorio Pertusio, politico italiano († 1994)
- 1904 - Marcello Pucci Boncambi, militare e marinaio italiano († 1944)
- 1905 - David M. Kennedy, banchiere, politico e diplomatico statunitense († 1996)
- 1905 - Aniello Mazza, arbitro di calcio italiano († 1980)
- 1905 - Miguel Mihura, drammaturgo e scrittore spagnolo († 1977)
- 1905 - Giuseppe Tommasi, avvocato e politico italiano († 1995)
- 1905 - Ferruccio Vosilla, militare e aviatore italiano († 1975)
- 1906 - Francisco Figueroa, pallanuotista uruguaiano († 2001)
- 1906 - Marcello Pucci, militare italiano († 1937)
- 1906 - Caroline Smith, tuffatrice statunitense († 1994)
- 1906 - Eugenio Soncini, architetto italiano († 1993)
- 1906 - Olena Teliha, poetessa e attivista ucraina († 1942)
- 1906 - Teng Yu-hsien, musicista taiwanese († 1944)
- 1907 - Filippo Barattolo, politico italiano († 1972)
- 1907 - Umberto Ghibaudo, calciatore italiano
- 1907 - Georg Rydeberg, attore svedese († 1983)
- 1907 - Antonio Scherillo, mineralogista italiano († 2008)
- 1907 - Paul Wevers, canoista tedesco († 1941)
- 1908 - György Bródy, pallanuotista ungherese († 1967)
- 1908 - Corrado Meloni, fantino italiano († 1982)
- 1908 - Max Poll, ittiologo belga († 1991)
- 1909 - Arnaldo Maccarone, magistrato italiano († 1984)
- 1909 - Carmelo Silva, disegnatore e umorista italiano († 1996)
- 1910 - Amleto Cardone, compositore, direttore di banda e pianista italiano († 2006)
- 1910 - Veniero Colasanti, scenografo e costumista italiano († 1996)
- 1910 - Alexander Hurd, pattinatore di velocità su ghiaccio canadese († 1982)
- 1910 - Viggo Kampmann, politico danese († 1976)
- 1910 - Giuseppe Maraschini, ingegnere italiano († 1995)
- 1910 - Piero Pasinati, calciatore e allenatore di calcio italiano († 2000)
- 1910 - Ove Roll Lund, militare e ingegnere norvegese († 1946)
- 1911 - Inocencio Bertolín Izquierdo, calciatore spagnolo († 1948)
- 1911 - Alberto Mazzucco, calciatore e allenatore di calcio italiano († 1996)
- 1911 - Marshall McLuhan, sociologo, filosofo e critico letterario canadese († 1980)
- 1911 - Vittorio Profumo, calciatore italiano
- 1911 - Walter Rubsamen, musicologo statunitense († 1973)
- 1912 - Flavio Dalle Mule, avvocato e politico italiano († 2000)
- 1912 - Francesco Frione, calciatore uruguaiano († 1935)
- 1912 - Heinz Meier, pallanuotista svizzero
- 1912 - Guido Zamperoni, fumettista italiano († 2003)
- 1913 - Edmondo Bacci, pittore italiano († 1978)
- 1913 - Michele Celidonio, politico e imprenditore italiano († 2000)
- 1913 - Reino Helismaa, cantautore, scrittore e attore finlandese († 1965)
- 1913 - Mario Pasi, medico, militare e partigiano italiano († 1945)
- 1913 - Ugo Ricci, partigiano italiano († 1944)
- 1913 - Iōannīs Zigdīs, politico greco († 1997)
- 1914 - Philippe Ariès, medievista francese († 1984)
- 1914 - Suso Cecchi D'Amico, sceneggiatrice italiana († 2010)
- 1914 - Antonio Frova, archeologo italiano († 2007)
- 1914 - Pan Jin-yu, taiwanese († 2010)
- 1914 - Aleksander Kreek, pesista estone († 1977)
- 1915 - Giuseppe Marini, militare e aviatore italiano († 1938)
- 1915 - Giulio Negri, allenatore di calcio e calciatore italiano († 1983)
- 1915 - Miles Stapleton-Fitzalan-Howard, XVII duca di Norfolk, nobile e militare britannico († 2002)
- 1915 - Prokofij Filippovič Zubets, ingegnere aeronautico sovietico († 1996)
- 1916 - Jörgen Smit, pedagogista norvegese († 1991)
- 1917 - Luigi Cantone, schermidore italiano († 1997)
- 1918 - Antonio Bueno, pittore spagnolo († 1984)
- 1918 - Bianca Garufi, scrittrice, poetessa e psicoanalista italiana († 2006)
- 1918 - Nick Grunzweig, cestista statunitense († 2007)
- 1918 - Rudi Thomsen, storico e numismatico danese († 2004)
- 1919 - Aldo Collimedaglia, calciatore italiano
- 1919 - Nuto Revelli, scrittore, ufficiale e partigiano italiano († 2004)
- 1919 - Giuliano Ruggieri, geologo e paleontologo italiano († 2002)
- 1919 - Carlos Sosa, calciatore e allenatore di calcio argentino († 2009)
- 1919 - William Stokoe, linguista statunitense († 2000)
- 1920 - Anthony Amato, direttore teatrale e produttore teatrale statunitense († 2011)
- 1920 - Alfonso Canti, sollevatore italiano († 1996)
- 1920 - Jean Daniel, giornalista e scrittore francese († 2020)
- 1920 - Mohammed Dib, scrittore algerino († 2003)
- 1920 - Leandro Franchi, militare italiano († 1990)
- 1920 - Charlie Joachim, cestista e allenatore di pallacanestro statunitense († 2002)
- 1920 - Sergio Piacentini, calciatore e allenatore di calcio italiano († 1990)
- 1920 - Isaac Stern, violinista statunitense († 2001)
- 1920 - Gunnar Thoresen, calciatore norvegese († 2017)
- 1920 - Alberto Todros, politico italiano († 2003)
- 1921 - Róbert Antal, pallanuotista ungherese († 1995)
- 1921 - Eugenio Cefis, dirigente d'azienda e imprenditore italiano († 2004)
- 1921 - Vincenzo Maria Farano, arcivescovo cattolico italiano († 2008)
- 1921 - Corrado Giubilo, allenatore di calcio e calciatore italiano († 1997)
- 1921 - Alfred Lansing, giornalista e saggista statunitense († 1975)
- 1921 - Arthur Marx, scrittore e commediografo statunitense († 2011)
- 1922 - Pär Bengtsson, calciatore svedese († 2007)
- 1922 - Antonio Berti, politico italiano († 2022)
- 1922 - Henricus Cornelius De Wit, vescovo cattolico e missionario olandese († 2002)
- 1922 - Jay Hammond, politico statunitense († 2005)
- 1922 - Ben Hoberman, attore, regista e conduttore radiofonico statunitense († 2014)
- 1922 - Fiorenzo Mancini, geologo italiano († 2015)
- 1922 - Henry Pearcy, cestista e allenatore di pallacanestro statunitense († 2002)
- 1922 - Kay Starr, cantante statunitense († 2016)
- 1922 - Mollie Sugden, attrice britannica († 2009)
- 1923 - Rudolph Marcus, chimico canadese
- 1923 - Ferruccio Piva, politico e medico sammarinese († 2008)
- 1923 - Sergio Susmel, calciatore italiano († 1978)
- 1923 - Paul Xuereb, politico maltese († 1994)
- 1924 - Anny Felbermayer, cantante lirica austriaca († 2014)
- 1924 - Masud Khan, psicoanalista inglese († 1989)
- 1924 - Don Knotts, attore, comico e doppiatore statunitense († 2006)
- 1924 - Morando Morandini, critico cinematografico, storico del cinema e giornalista italiano († 2015)
- 1924 - Günther Ohloff, chimico tedesco († 2005)
- 1924 - Luigi Rapini, cestista italiano († 2013)
- 1924 - Alojz Rebula, scrittore e traduttore italiano († 2018)
- 1925 - Francesco Freda, truccatore italiano († 2019)
- 1925 - Lino Salvini, medico italiano († 1982)
- 1926 - Paul Burke, attore statunitense († 2009)
- 1926 - Aurelio Gironda Veraldi, politico italiano († 2016)
- 1926 - Norman Jewison, regista e produttore cinematografico canadese († 2024)
- 1926 - Josephine Premice, attrice, cantante e ballerina statunitense († 2001)
- 1926 - Karel Reisz, regista e critico cinematografico cecoslovacco († 2002)
- 1926 - Giancarlo Vitali, calciatore e allenatore di calcio italiano († 2011)
- 1927 - Luigi Coeli, calciatore italiano († 2019)
- 1928 - Chuck Low, attore statunitense († 2017)
- 1928 - Erminio Marussi, calciatore italiano († 2008)
- 1929 - Luis Ernesto Leal, calciatore cileno († 2013)
- 1929 - Bob Orton Sr., wrestler statunitense († 2006)
- 1929 - Henri Teissier, arcivescovo cattolico francese († 2020)
- 1929 - John Woodvine, attore britannico
- 1930 - Anand Bakshi, paroliere indiano († 2002)
- 1930 - Richard Longenecker, biblista statunitense († 2021)
- 1930 - Helen Merrill, cantante statunitense
- 1930 - Nello Orlandi, ex calciatore e allenatore di calcio italiano
- 1930 - Anthony Steffen, attore italiano († 2004)
- 1931 - Hector Albino Martini, militare argentino († 2018)
- 1931 - Giovanni Battista Breda, schermidore italiano († 1992)
- 1931 - Sonny Clark, pianista e compositore statunitense († 1963)
- 1931 - Gene Fullmer, pugile statunitense († 2015)
- 1931 - Walter Marchetti, compositore italiano († 2015)
- 1931 - Jimmy Meadows, allenatore di calcio e calciatore inglese († 1994)
- 1931 - Aldo Romano, ex calciatore italiano
- 1931 - Mario Tronti, filosofo e politico italiano († 2023)
- 1932 - Eero Aarnio, designer finlandese
- 1932 - Giovanni Busino, sociologo italiano († 2022)
- 1932 - Carlo Alberto Ciocci, politico italiano († 2007)
- 1932 - Giacomo Gambetti, critico cinematografico italiano († 2024)
- 1932 - Norman Geisler, filosofo e teologo statunitense († 2019)
- 1932 - John W. Huffman, chimico statunitense († 2022)
- 1932 - Michele Jamiolkowski, ingegnere e geologo polacco († 2023)
- 1933 - Ruby Cannon, ex cestista statunitense
- 1933 - Ruth Cannon, cestista statunitense († 2005)
- 1933 - John Gardner, scrittore e insegnante statunitense († 1982)
- 1933 - Amedeo Gasparini, calciatore italiano († 1968)
- 1934 - Tullio Baraglia, canottiere italiano († 2017)
- 1934 - Grete Friedmann, schermitrice austriaca
- 1934 - Maurice Gross, linguista francese († 2001)
- 1934 - Jonathan Miller, regista teatrale, attore e conduttore televisivo britannico († 2019)
- 1934 - Ed Towns, politico statunitense
- 1935 - Jeanne Arth, ex tennista statunitense
- 1935 - Ramón Chao, scrittore e giornalista spagnolo († 2018)
- 1935 - Nelson Royal, wrestler statunitense († 2002)
- 1935 - Pietro Larizza, sindacalista e politico italiano († 2021)
- 1935 - Jerry Paulson, cestista statunitense († 1986)
- 1936 - Pietro Battara, allenatore di calcio e ex calciatore italiano
- 1936 - Nani Bregvadze, cantante georgiana
- 1936 - Johannes Jank, ex calciatore austriaco
- 1936 - Wilhelm Küchler, imprenditore e politico tedesco
- 1937 - William Robert Alford, matematico statunitense († 2003)
- 1937 - Neville Bannister, ex calciatore inglese
- 1937 - Viktor Mamatov, biatleta sovietico († 2023)
- 1937 - Ėduard Strel'cov, calciatore sovietico († 1990)
- 1938 - Les Aspin, politico statunitense († 1995)
- 1938 - Giampiero Calloni, calciatore italiano († 2024)
- 1938 - Herman Daly, economista statunitense († 2022)
- 1938 - Patricia Elliott, attrice e cantante statunitense († 2015)
- 1938 - Francesco Gioia, arcivescovo cattolico italiano
- 1938 - Giancarlo Parodi, organista italiano
- 1938 - Claudio Rendina, scrittore, poeta e giornalista italiano
- 1938 - Janet Reno, politica statunitense († 2016)
- 1939 - Jamey Aebersold, sassofonista e insegnante statunitense
- 1939 - Alberto Festa, calciatore portoghese († 2024)
- 1939 - Kim Fowley, cantante, musicista e produttore discografico statunitense († 2015)
- 1939 - Helmut Haller, calciatore tedesco († 2012)
- 1939 - John Negroponte, politico e ambasciatore statunitense
- 1939 - Andrea Vaccaro, artista e pittore italiano († 2019)
- 1940 - Garry Bauman, hockeista su ghiaccio canadese († 2006)
- 1940 - Jim Clyburn, politico statunitense
- 1940 - Penny Fuller, attrice statunitense
- 1940 - Marco Maciel, politico brasiliano († 2021)
- 1940 - Martin Richards, informatico britannico
- 1941 - Diogo Freitas do Amaral, politico portoghese († 2019)
- 1941 - Juan Carlos Guzmán, ex calciatore argentino
- 1941 - Franco Laner, architetto italiano
- 1942 - Fred Hetzel, ex cestista statunitense
- 1942 - Yao Kankam, ex calciatore ghanese
- 1942 - Véronique Vendell, attrice francese
- 1942 - Ian Wood, imprenditore scozzese
- 1943 - Joe Aquilina, calciatore maltese († 2004)
- 1943 - Michael Caton, attore australiano
- 1943 - Bill Flett, hockeista su ghiaccio canadese († 1999)
- 1943 - Tess Gallagher, poetessa e scrittrice statunitense
- 1943 - Edward Herrmann, attore statunitense († 2014)
- 1943 - Mario Jannì, fumettista italiano
- 1943 - Giuseppe Lo Duca, pallamanista, allenatore di pallamano e dirigente sportivo italiano († 2022)
- 1943 - Henry McCullough, musicista britannico († 2016)
- 1943 - Grazia Letizia Veronese, paroliera e compositrice italiana
- 1944 - John Atta Mills, politico ghanese († 2012)
- 1944 - Claes Borgström, politico, avvocato e attivista svedese († 2020)
- 1944 - André Dupleix, presbitero francese
- 1944 - Buchi Emecheta, scrittrice nigeriana († 2017)
- 1944 - Colin Grant, ex calciatore e allenatore di calcio scozzese
- 1944 - Maria Kimberly, ex modella e attrice statunitense
- 1944 - Friedrich Leibacher, criminale svizzero († 2001)
- 1944 - Viktor Logunov, pistard sovietico († 2022)
- 1944 - Michel Ray, imprenditore, attore e sportivo inglese
- 1944 - Paul Wellstone, politico statunitense († 2002)
- 1945 - Wendy Cope, poetessa britannica
- 1945 - Joseph Coutts, cardinale e arcivescovo cattolico pakistano
- 1945 - Luciano D'Ulizia, politico italiano
- 1945 - Vincent Estève, ex calciatore francese
- 1945 - Nino Giuffrè, mafioso e collaboratore di giustizia italiano
- 1945 - Ugo Malaguti, autore di fantascienza, editore e traduttore italiano († 2021)
- 1945 - Pierfrancesco Prosperi, scrittore, autore di fantascienza e fumettista italiano
- 1945 - Phil Roe, politico statunitense
- 1946 - Domingo Cavallo, economista e politico argentino
- 1946 - Mel Damski, regista e produttore televisivo statunitense
- 1946 - Zbigniew Kaczmarek, sollevatore polacco († 2023)
- 1946 - Anne Libert, attrice belga
- 1946 - Gianni Monduzzi, scrittore, giornalista e editore italiano
- 1946 - Alberto Poletti, ex calciatore argentino
- 1946 - Ken Starr, avvocato e magistrato statunitense († 2022)
- 1946 - Jüri Tarmak, altista sovietico († 2022)
- 1946 - John Taylor, ex rugbista a 15 gallese
- 1947 - Co Adriaanse, allenatore di calcio e ex calciatore olandese
- 1947 - Jean-Pierre Bourguignon, matematico francese
- 1947 - Wendell Burton, attore statunitense († 2017)
- 1947 - Roberto D'Alimonte, politologo italiano
- 1947 - Ioana Diaconescu, poetessa, traduttrice e giornalista romena
- 1947 - Jimmy Duncan, politico e magistrato statunitense
- 1947 - Fernando Freitas, ex calciatore angolano
- 1947 - Ray Graydon, allenatore di calcio e ex calciatore inglese
- 1947 - Tierno Monénembo, scrittore guineano
- 1947 - Renato Pareti, cantautore, attore e scrittore italiano
- 1947 - Vincenzo Zucchini, allenatore di calcio, dirigente sportivo e calciatore italiano († 2013)
- 1948 - José Cafaro, ex calciatore italiano
- 1948 - Loris Campetti, giornalista italiano
- 1948 - Ove Flindt-Bjerg, allenatore di calcio e ex calciatore danese
- 1948 - Patricia Garland, attrice, ballerina e cantante statunitense
- 1948 - Beppe Grillo, comico, cabarettista e politico italiano
- 1948 - Art Hindle, attore, regista e sceneggiatore canadese
- 1948 - Pier Luigi Lamorgese, ex arbitro di calcio italiano
- 1948 - Antonio Melfi, politico italiano
- 1948 - Cat Stevens, cantautore britannico
- 1948 - Garry Trudeau, fumettista statunitense
- 1948 - Teruzane Utada, compositore, musicista e produttore discografico giapponese
- 1948 - Jacques Vergnes, calciatore francese († 2025)
- 1949 - Miriam Cahn, artista e pittrice svizzera
- 1949 - Gianni Ciardo, attore, cabarettista e musicista italiano
- 1949 - Christina Hart, attrice statunitense
- 1949 - Mikko Koskinen, ex cestista e allenatore di pallacanestro finlandese
- 1949 - Anri Kulev, animatore e grafico bulgaro
- 1949 - Jean-Baptiste Mondino, fotografo, regista e pubblicitario francese
- 1949 - Naoki Murata, judoka e scrittore giapponese († 2020)
- 1949 - Marco Nanni, bassista italiano
- 1949 - Reimar Oltmanns, giornalista e scrittore tedesco
- 1949 - Franco Simone, cantautore e autore televisivo italiano
- 1949 - Ljudmila Smirnova, ex pattinatrice artistica su ghiaccio sovietica
- 1950 - Carlos Aimar, allenatore di calcio e ex calciatore argentino
- 1950 - Amelinha, cantante e compositrice brasiliana
- 1950 - Jaroslav Beránek, cestista cecoslovacco († 2008)
- 1950 - Jordan Clarke, attore statunitense
- 1950 - Christian Debuysschere, ex ciclista su strada belga
- 1950 - Ubaldo Fillol, ex calciatore e allenatore di calcio argentino
- 1950 - Galvão Bueno, giornalista e conduttore radiofonico brasiliano
- 1950 - Bill Kunkel, grafico e giornalista statunitense († 2011)
- 1950 - Allan Maher, ex calciatore australiano
- 1950 - Mario Operti, presbitero italiano († 2001)
- 1950 - Corrado Solari, attore italiano
- 1951 - Donato Altomare, autore di fantascienza italiano
- 1951 - Patrick Gabarrou, alpinista francese
- 1951 - Eberhard Gienger, ex ginnasta e politico tedesco
- 1951 - Joseph Lau, imprenditore inglese
- 1951 - Pino Minafra, trombettista e compositore italiano
- 1951 - Richard Rich, regista, produttore cinematografico e sceneggiatore statunitense
- 1951 - Giuliano Salis, chitarrista italiano
- 1951 - Giovanni Serges, giurista e costituzionalista italiano
- 1951 - Lillias White, attrice e cantante statunitense
- 1951 - Robin Williams, attore e comico statunitense († 2014)
- 1952 - John Barrasso, politico statunitense
- 1952 - Carolyn Bush, ex cestista statunitense
- 1952 - Hannele Lauri, attrice finlandese
- 1952 - Maurizio Milan, ingegnere italiano
- 1952 - Jane Rogers, scrittrice e editrice britannica
- 1952 - Roberto Vencato, velista italiano († 2022)
- 1952 - George Wallace, attore e comico statunitense
- 1952 - Eva Wilms, ex pesista tedesca
- 1953 - José María Amorrortu, allenatore di calcio e ex calciatore spagnolo
- 1953 - Emanuela Audisio, giornalista e scrittrice italiana
- 1953 - Eric Bazilian, cantautore e polistrumentista statunitense
- 1953 - Sylvia Chang, attrice, regista e produttrice cinematografica taiwanese
- 1953 - Thomas Emmrich, ex tennista tedesco orientale
- 1953 - David Ervine, politico britannico († 2007)
- 1953 - Bernie Fraser, ex rugbista a 15 neozelandese
- 1953 - Daniela Goggi, attrice, cantante e conduttrice televisiva italiana
- 1953 - Harald Nickel, calciatore tedesco († 2019)
- 1953 - Momir Petković, ex lottatore jugoslavo
- 1953 - Radoslav Petković, scrittore serbo († 2024)
- 1953 - Brian Talbot, allenatore di calcio e ex calciatore britannico
- 1954 - Aleksandr Abušachmetov, schermidore sovietico († 1996)
- 1954 - Baffo Banfi, musicista e compositore italiano
- 1954 - Danièle Debernard, ex sciatrice alpina francese
- 1954 - Eric Maes, ex calciatore e ex giocatore di calcio a 5 belga
- 1954 - Hennie Stamsnijder, ex ciclocrossista, ciclista su strada e pistard olandese
- 1955 - Marcelo Bielsa, allenatore di calcio e ex calciatore argentino
- 1955 - Boris Dittrich, attivista, politico e scrittore olandese
- 1955 - Dan Malloy, politico statunitense
- 1955 - Taco, cantante olandese
- 1955 - Véronique Tadjo, scrittrice e poetessa ivoriana
- 1955 - Béla Tarr, regista e sceneggiatore ungherese
- 1956 - Larry Bethea, giocatore di football americano statunitense († 1987)
- 1956 - Andy Campbell, ex cestista australiano
- 1956 - Michael Connelly, scrittore e giornalista statunitense
- 1956 - Steve Malovic, cestista statunitense († 2007)
- 1956 - Romano Musumarra, compositore, arrangiatore e produttore discografico italiano
- 1957 - Sergio Bellucci, scrittore e giornalista italiano
- 1957 - Marcello Clarich, giurista italiano
- 1957 - Jon Lovitz, comico, attore e personaggio televisivo statunitense
- 1957 - Stefan Löfven, politico svedese
- 1957 - Volodymyr Malanjuk, scacchista ucraino († 2017)
- 1957 - Massimo Raffaeli, filologo e critico letterario italiano
- 1957 - Pierpaolo Vargiu, politico italiano
- 1958 - Alessandro Bergonzoni, comico, cabarettista e drammaturgo italiano
- 1958 - Giovanni Dall'Orto, giornalista, storico e attivista italiano
- 1958 - Thierry Giet, politico belga
- 1958 - Andrea Mitri, ex calciatore italiano
- 1959 - Viktor Čanov, calciatore ucraino († 2017)
- 1959 - Rossana Casale, cantante italiana
- 1959 - Julia Pierson, poliziotta statunitense
- 1959 - Paolo Pietrapiana, astronomo italiano
- 1959 - Dario Tonani, scrittore e giornalista italiano
- 1960 - Stephen Brunt, ex atleta paralimpico britannico
- 1960 - Alexis García, allenatore di calcio e ex calciatore colombiano
- 1960 - Lance Guest, attore statunitense
- 1960 - Yves Guillemot, imprenditore francese
- 1960 - Adrienne King, attrice statunitense
- 1960 - Veselin Matić, ex cestista e allenatore di pallacanestro jugoslavo
- 1960 - Ljubomir Radanović, ex calciatore jugoslavo
- 1960 - Barry Redden, ex giocatore di football americano statunitense
- 1960 - Sebastiano Somma, attore italiano
- 1961 - Jo Bauer, ingegnere tedesco
- 1961 - Henry Ellard, ex giocatore di football americano statunitense
- 1961 - Cvetan Golomeev, nuotatore bulgaro († 2010)
- 1961 - Jim Martin, chitarrista statunitense
- 1961 - Mokgweetsi Masisi, politico botswano
- 1961 - Gilson Matos Moreira, giocatore di calcio a 5 brasiliano
- 1961 - José Quiñaliza, triplista ecuadoriano
- 1961 - Jan Rindom, ex calciatore e ex giocatore di calcio a 5 danese
- 1961 - François Zahoui, allenatore di calcio e ex calciatore ivoriano
- 1962 - Lee Aaron, cantante canadese
- 1962 - Piotr Baran, ex cestista e allenatore di pallacanestro polacco
- 1962 - Ike Eisenmann, attore e produttore cinematografico statunitense
- 1962 - Nico Facciolo, allenatore di calcio e ex calciatore italiano
- 1962 - Jaana Lammi, cantante finlandese
- 1962 - Rosi Mauro, sindacalista e ex politica italiana
- 1962 - Kym Whitley, attrice e comica statunitense
- 1962 - Lai Xiaomin, economista e dirigente d'azienda cinese († 2021)
- 1963 - Isabella Bertolini, politica italiana
- 1963 - Conner Henry, ex cestista e allenatore di pallacanestro statunitense
- 1963 - Kelly Hunter, attrice inglese
- 1963 - Georgi Jordanov, ex calciatore bulgaro
- 1963 - Franco Lizzio, ex canoista italiano
- 1963 - Ben Matthews, chitarrista, tastierista e produttore discografico britannico
- 1963 - Kevin Poole, allenatore di calcio e ex calciatore inglese
- 1963 - Mark Youngblood, ex wrestler statunitense
- 1963 - Giant Silva, wrestler e ex cestista brasiliano
- 1964 - Alessandro Bono, cantautore italiano († 1994)
- 1964 - Fabrice Colas, ex pistard francese
- 1964 - Oria Conforti, attrice italiana
- 1964 - Éric Guérit, dirigente sportivo, allenatore di calcio e ex calciatore francese
- 1964 - Dave Henderson, ex cestista e allenatore di pallacanestro statunitense
- 1964 - Axel Kammerer, allenatore di hockey su ghiaccio, dirigente sportivo e ex hockeista su ghiaccio tedesco
- 1964 - Ross Kemp, attore, giornalista e scrittore britannico
- 1964 - Charlie, cantante, musicista e produttore discografico italiano
- 1964 - Serhij Nahirnyj, ex sollevatore sovietico
- 1964 - Giuseppe Reggiori, direttore di coro, direttore d'orchestra e pianista italiano
- 1964 - Riina Sildos, produttrice cinematografica estone
- 1964 - Santino Spinelli, musicista e compositore italiano
- 1964 - Saskia Valencia, attrice e conduttrice televisiva tedesca
- 1964 - Lubomír Vlk, dirigente sportivo, allenatore di calcio e ex calciatore ceco
- 1964 - Jens Weißflog, ex saltatore con gli sci tedesco
- 1964 - Akira Yasuda, character designer, animatore e autore di videogiochi giapponese
- 1965 - Paul Beesley, ex calciatore inglese
- 1965 - Guðni Bergsson, ex calciatore islandese
- 1965 - Ines Bibernell, ex mezzofondista tedesca
- 1965 - Treva Etienne, attore inglese
- 1965 - Ivko Gančev, allenatore di calcio e ex calciatore bulgaro
- 1965 - Patricia Guerra, ex velista spagnola
- 1965 - Víctor López, ex giocatore di calcio a 5 paraguaiano
- 1965 - Tony Marciano, cantautore italiano
- 1965 - Francis Moreau, ex pistard e ciclista su strada francese
- 1965 - Paolo Ricchebono, rugbista a 15, allenatore di rugby a 15 e dirigente sportivo italiano
- 1965 - Tetta Sugimoto, attore giapponese
- 1966 - Edwin Ernesto Ayala, avvocato e giornalista salvadoregno
- 1966 - Raffaele Ferraro, militare italiano
- 1966 - Bruce Gilley, politologo statunitense
- 1966 - Dalibor Jenis, baritono slovacco
- 1966 - Enrico Lando, regista e sceneggiatore italiano
- 1966 - Darryl Middleton, allenatore di pallacanestro e ex cestista statunitense
- 1966 - Kenny Murphy, ex rugbista a 15 e dirigente sportivo irlandese
- 1966 - Larisa Neiland, ex tennista lettone
- 1966 - Sarah Waters, scrittrice gallese
- 1966 - Tsering Woeser, attivista, blogger e scrittrice tibetana
- 1966 - Zheng Xiulin, ex cestista cinese
- 1967 - Dmitrij Jur'evič Cholodov, giornalista russo († 1994)
- 1967 - Raffaele De Ritis, regista teatrale e storico italiano
- 1967 - Roxanne Durchame, sceneggiatrice, animatrice e character designer britannica
- 1967 - Francesca Fiorentini, doppiatrice italiana
- 1967 - Tore Meinecke, ex tennista tedesco
- 1967 - Mick Mulvaney, politico statunitense
- 1967 - Vincenzo Palermo, compositore italiano
- 1967 - Fausto Pizzi, dirigente sportivo, allenatore di calcio e ex calciatore italiano
- 1967 - Xavier Bosch i Sancho, scrittore e giornalista spagnolo
- 1968 - Samuli Edelmann, attore e cantante finlandese
- 1968 - Brandi Chastain, ex calciatrice statunitense
- 1968 - Racquel Darrian, ex attrice pornografica statunitense
- 1968 - Álvaro Gutiérrez, allenatore di calcio e ex calciatore uruguaiano
- 1968 - Nicola Ottaviani, politico italiano
- 1969 - Christophe Collignon, avvocato e politico belga
- 1969 - Sébastien Desjours, doppiatore e attore francese
- 1969 - Mike Marsh, ex calciatore e allenatore di calcio inglese
- 1969 - Diogo Salvi, pilota di rally portoghese
- 1969 - Mike Stulce, ex pesista statunitense
- 1969 - Edwin Uehara, ex calciatore peruviano
- 1969 - Isabell Werth, cavallerizza tedesca
- 1970 - Pierpaolo Bresciani, allenatore di calcio e ex calciatore italiano
- 1970 - Sonya Caleffi, serial killer italiana
- 1970 - Nico Desideri, cantante italiano
- 1970 - Kim Do-hoon, allenatore di calcio e ex calciatore sudcoreano
- 1970 - Siddhartha Mukherjee, oncologo, ematologo e saggista indiano
- 1970 - Seiichi Ogawa, ex calciatore giapponese
- 1970 - Diego Osorio, ex calciatore colombiano
- 1970 - Alysia Reiner, attrice e produttrice televisiva statunitense
- 1970 - Mariana Ruseva, ex cestista bulgara
- 1970 - Boris Savoldelli, cantante italiano
- 1970 - Shawn Stasiak, ex wrestler statunitense
- 1970 - Azrudin Valentić, allenatore di calcio e ex calciatore bosniaco
- 1971 - Robbie Brink, ex rugbista a 15 sudafricano
- 1971 - Charlotte Gainsbourg, attrice e cantante britannica
- 1971 - Ricky García, ex calciatore honduregno
- 1971 - Massimo Murru, ballerino italiano
- 1971 - Erik Mykland, allenatore di calcio e ex calciatore norvegese
- 1971 - Sara Seager, astronoma canadese
- 1971 - Dante Sebastio, giornalista e scrittore italiano
- 1971 - Valentyn Vasjanovyč, regista, sceneggiatore e produttore cinematografico ucraino
- 1972 - Korey Cooper, tastierista e chitarrista statunitense
- 1972 - Makan Dioumassi, ex cestista e allenatore di pallacanestro francese
- 1972 - Iris Ferazzoli, ex cestista e allenatrice di pallacanestro argentina
- 1972 - Ai Haruna, personaggio televisivo e cantante giapponese
- 1972 - Sascha Heyer, giocatore di beach volley svizzero
- 1972 - Nikolaj Kozlov, ex pallanuotista russo
- 1972 - Shaffaq Mohammed, politico britannico
- 1972 - Catherine Ndereba, ex maratoneta keniota
- 1972 - Shinjiro Otani, wrestler giapponese
- 1972 - Emma Re, cantante italiana
- 1972 - Simon Reeve, conduttore televisivo e scrittore britannico
- 1973 - Nelson Abeijón, allenatore di calcio e ex calciatore uruguaiano
- 1973 - Mohammed Acha, cestista nigeriano († 2002)
- 1973 - Berhane Adere, ex mezzofondista e maratoneta etiope
- 1973 - Roberto Bisconti, ex calciatore belga
- 1973 - Daniele Casadei, ex nuotatore sammarinese
- 1973 - Stephen Clarke, ex nuotatore canadese
- 1973 - Alexandre Comisetti, ex calciatore svizzero
- 1973 - Fey, cantante messicana
- 1973 - Merlakia Jones, ex cestista statunitense
- 1973 - Ali Landry, attrice e modella statunitense
- 1973 - Adrees Latif, fotografo pakistano
- 1973 - Marcus H. Rosenmüller, regista e sceneggiatore tedesco
- 1973 - Tommy Vee, disc jockey e produttore discografico italiano
- 1973 - Mandy Wötzel, ex pattinatrice artistica su ghiaccio tedesca
- 1974 - Ibrahim Al-Shahrani, ex calciatore saudita
- 1974 - Gianfranco Angelini, allenatore di calcio a 5 e ex giocatore di calcio a 5 italiano
- 1974 - Frédéric Biancalani, allenatore di calcio e ex calciatore francese
- 1974 - Iván Knez, ex calciatore argentino
- 1974 - Florentine Lahme, attrice tedesca
- 1974 - Elisa Luccarini, boccista italiana
- 1974 - Andy Näser, ex hockeista su ghiaccio svizzero
- 1974 - Trita Parsi, politologo iraniano
- 1974 - Nader Sayevar, regista e sceneggiatore iraniano
- 1974 - Rajko Tavčar, ex calciatore sloveno
- 1974 - Daniel Thioune, allenatore di calcio e ex calciatore tedesco
- 1975 - Carlos Alós, allenatore di calcio e ex calciatore spagnolo
- 1975 - Ellie Campbell, cantante britannica
- 1975 - David Dastmalchian, attore statunitense
- 1975 - Bert De Waele, ex ciclista su strada belga
- 1975 - Loredana Di Cicco, conduttrice televisiva e attrice italiana
- 1975 - Cara Dillon, cantautrice britannica
- 1975 - Simon Easterby, ex rugbista a 15 e allenatore di rugby a 15 irlandese
- 1975 - Andrea Gervasoni, ex arbitro di calcio italiano
- 1975 - Renaud Herpe, pallavolista francese
- 1975 - Alfredo Rota, ex schermidore italiano
- 1976 - Cori Bush, politica statunitense
- 1976 - David Eby, politico canadese
- 1976 - Vahid Hashemian, ex calciatore iraniano
- 1976 - Yoshikiyo Kuboyama, ex calciatore giapponese
- 1976 - Tat'jana Lebedeva, triplista e lunghista russa
- 1976 - Branko Milisavljević, ex cestista e allenatore di pallacanestro serbo
- 1976 - Jaime Murray, attrice britannica
- 1976 - Anita Nall, ex nuotatrice statunitense
- 1976 - Timisoara Pinto, giornalista e conduttrice radiofonica italiana
- 1976 - Manfredi Potenti, politico italiano
- 1976 - Rosario Rosanova, personaggio televisivo italiano
- 1976 - Claire Williams, imprenditrice britannica
- 1977 - Sarah Biasini, attrice francese
- 1977 - Paul Casey, golfista britannico
- 1977 - Carlos Danieli, ex giocatore di calcio a 5 brasiliano
- 1977 - Danny Ecker, ex astista tedesco
- 1977 - Llewellyn Herbert, ex ostacolista sudafricano
- 1977 - Vanja Iveša, ex calciatore croato
- 1977 - Ol'ha Lelejko, schermitrice ucraina
- 1977 - Saša Marković, ex cestista bosniaco
- 1977 - Allison Wagner, ex nuotatrice statunitense
- 1977 - Natsumi Yabuuchi, ex cestista e allenatrice di pallacanestro giapponese
- 1978 - Deniz Aytekin, arbitro di calcio tedesco
- 1978 - Justin Bartha, attore statunitense
- 1978 - Kaniel Dickens, ex cestista statunitense
- 1978 - Josh Hartnett, attore e produttore cinematografico statunitense
- 1978 - Håvard Hegg Lunde, ex calciatore norvegese
- 1978 - Kyōko Iwasaki, ex nuotatrice giapponese
- 1978 - Davor Kus, ex cestista croato
- 1978 - Damian Marley, cantante e musicista giamaicano
- 1978 - Piotr Matys, ex calciatore polacco
- 1978 - Giorgi Megreladze, ex calciatore georgiano
- 1978 - Gary Teale, allenatore di calcio e ex calciatore scozzese
- 1979 - Daniel Adegboyega, attore nigeriano
- 1979 - Tine Baun, giocatrice di badminton danese
- 1979 - David Carr, ex giocatore di football americano statunitense
- 1979 - Tamika Catchings, ex cestista statunitense
- 1979 - Houda Ben Daya, judoka tunisina
- 1979 - Laurent Delorge, ex calciatore belga
- 1979 - Mitja Dragšič, ex sciatore alpino sloveno
- 1979 - Phelan Hill, canottiere britannico
- 1979 - Bradley Kahlefeldt, triatleta australiano
- 1979 - Luis Ernesto Michel, ex calciatore messicano
- 1979 - James Pritchard, ex rugbista a 15 australiano
- 1979 - Ozols, rapper lettone
- 1979 - Stein Kristian Strand, ex sciatore alpino norvegese
- 1979 - Ingrid Tørlen, giocatrice di beach volley norvegese
- 1979 - Andrij Voronin, allenatore di calcio e ex calciatore ucraino
- 1980 - Ensar Arifović, ex calciatore bosniaco
- 1980 - Abraham Cherono, ex siepista keniota
- 1980 - Michele Ciresa, hockeista su ghiaccio e dirigente sportivo italiano
- 1980 - Scott Frandsen, canottiere canadese
- 1980 - Sprague Grayden, attrice statunitense
- 1980 - Justin Griffith, allenatore di football americano e ex giocatore di football americano statunitense
- 1980 - Sheila Lambert, ex cestista statunitense
- 1980 - Sandra Laoura, ex sciatrice freestyle francese
- 1980 - Chris Leben, artista marziale misto statunitense
- 1980 - Namiq Məmmədkərimov, giocatore di calcio a 5 e ex calciatore azero
- 1980 - CC Sabathia, ex giocatore di baseball statunitense
- 1980 - Tom Soetaers, allenatore di calcio e ex calciatore belga
- 1980 - Ifeanyi Udeze, ex calciatore nigeriano
- 1980 - Anna Wyszkoni, cantante e compositrice polacca
- 1980 - Sami Yusuf, cantautore britannico
- 1981 - Daniele Battaglia, conduttore radiofonico, cantante e conduttore televisivo italiano
- 1981 - Francesca Bertuzzi, scrittrice italiana
- 1981 - David Bortolussi, rugbista a 15 italiano
- 1981 - Titus Bramble, allenatore di calcio e ex calciatore inglese
- 1981 - Paulo Sérgio Ferreira Gomes, ex calciatore brasiliano
- 1981 - Daniel Ferreira, scrittore colombiano
- 1981 - Alexis González, pallavolista argentino
- 1981 - Victor Hănescu, ex tennista romeno
- 1981 - Timo Helbling, ex hockeista su ghiaccio svizzero
- 1981 - John Howard, ex velocista micronesiano
- 1981 - Joaquín, ex calciatore spagnolo
- 1981 - Yuichi Nemoto, ex calciatore giapponese
- 1981 - Yūshin Okami, artista marziale misto giapponese
- 1981 - Paloma Faith, cantante e attrice britannica
- 1981 - Davide Perino, doppiatore italiano
- 1981 - Romeo Santos, cantautore e produttore discografico statunitense
- 1981 - Stefan Schumacher, ex ciclista su strada tedesco
- 1981 - Sidny Feitosa dos Santos, ex calciatore brasiliano
- 1981 - Andreas Siljeström, ex tennista svedese
- 1981 - Fabian Stephan, ex hockeista su ghiaccio svizzero
- 1981 - Rasheim Wright, ex cestista statunitense
- 1982 - Iryna Cilyk, regista, sceneggiatrice e scrittrice ucraina
- 1982 - Saif al-Arab Gheddafi, militare libico († 2011)
- 1982 - Miss Li, cantante svedese
- 1982 - Mao Kobayashi, attrice e conduttrice televisiva giapponese († 2017)
- 1982 - Emanuel Kohút, pallavolista slovacco
- 1982 - Kine Ludvigsen, cantante norvegese
- 1982 - Marthinus Mentz, ex rugbista a 15, ex rugbista a 7 e allenatore di rugby a 15 sudafricano
- 1982 - Ronny Nouwen, ex calciatore olandese
- 1982 - Kristian Nushi, ex calciatore kosovaro
- 1982 - Maksim Oreškin, economista e politico russo
- 1982 - Katy Sexton, nuotatrice britannica
- 1982 - Simona Sodini, ex calciatrice italiana
- 1982 - Maria Tripodi, politica italiana
- 1983 - Johnny Acosta, calciatore costaricano
- 1983 - Ismaël Bouzid, ex calciatore algerino
- 1983 - Ronnie Burrell, ex cestista e allenatore di pallacanestro statunitense
- 1983 - Stuart Easton, pilota motociclistico britannico
- 1983 - Nicolás Gulizia, allenatore di calcio a 5 e ex giocatore di calcio a 5 argentino
- 1983 - David Hofer, ex fondista italiano
- 1983 - Humberto Honorio, giocatore di calcio a 5 brasiliano
- 1983 - Milan Jovanović, ex calciatore montenegrino
- 1983 - Andrea Mainardi, cuoco, conduttore televisivo e imprenditore italiano
- 1983 - Ezequiel Miralles, ex calciatore argentino
- 1983 - Eivør Pálsdóttir, cantautrice faroese
- 1983 - Angelina Williams, ex cestista statunitense
- 1983 - Kellen Winslow II, giocatore di football americano statunitense
- 1984 - Gonzalo Barriga, ex calciatore cileno
- 1984 - Małgorzata Bereza, schermitrice polacca
- 1984 - Paul Davis, ex cestista statunitense
- 1984 - Sarah Greene, attrice irlandese
- 1984 - Julia Littman, ex sciatrice alpina statunitense
- 1984 - Martin Lorentzson, calciatore svedese
- 1984 - Dave Mastiff, wrestler inglese
- 1984 - Filippo Maturi, politico italiano
- 1984 - Kass Morgan, scrittrice statunitense
- 1984 - Stephen Myler, rugbista a 13 e rugbista a 15 inglese
- 1984 - Elisa Perini, ex calciatrice italiana
- 1984 - Gaia Ranieri, cantante e conduttrice televisiva italiana
- 1984 - Liam Ridgewell, ex calciatore inglese
- 1984 - Katy Louise Saunders, attrice britannica
- 1984 - Nikolay Storonsky, imprenditore britannico
- 1984 - Iris Strubegger, modella austriaca
- 1984 - Zoran Šupić, ex calciatore bosniaco
- 1984 - Uladzimir Verameenka, ex cestista bielorusso
- 1985 - Guillaume Bastille, pattinatore di short track canadese
- 1985 - Emiliano Çela, allenatore di calcio e ex calciatore albanese
- 1985 - Wei-Yin Chen, giocatore di baseball taiwanese
- 1985 - Leonardo Donno, politico italiano
- 1985 - Samuel Hill, mountain biker australiano
- 1985 - Kim Jong-hyun, tiratore a segno sudcoreano
- 1985 - Vanessa Lengies, attrice canadese
- 1985 - Julia Michalska, canottiera polacca
- 1985 - Fabrice Noël, ex calciatore haitiano
- 1985 - Martina Panagia, conduttrice televisiva italiana
- 1985 - Von Wafer, ex cestista statunitense
- 1986 - Anthony Annan, calciatore ghanese
- 1986 - Enikő Barabás, canottiera rumena
- 1986 - Baraka, calciatore brasiliano
- 1986 - Breyner Bonilla, ex calciatore colombiano
- 1986 - Livia Brito, attrice cubana
- 1986 - Heinrich Brüssow, ex rugbista a 15 sudafricano
- 1986 - Pablo Nicolás Caballero, calciatore argentino
- 1986 - Ancil Farrier, ex calciatore trinidadiano
- 1986 - Rebecca Ferguson, cantante e compositrice britannica
- 1986 - Martin Fischer, ex tennista austriaco
- 1986 - Betty Gilpin, attrice statunitense
- 1986 - Ludovic Groguhe, pugile francese
- 1986 - Diane Guerrero, attrice statunitense
- 1986 - Aziz Ibragimov, ex calciatore uzbeko
- 1986 - Meike Kröger, altista tedesca
- 1986 - Dóra Medgyessy, ex cestista ungherese
- 1986 - Fulgence Ouedraogo, rugbista a 15 francese
- 1986 - Jarno Parikka, ex calciatore finlandese
- 1986 - Taulant Sefgjinaj, ex calciatore albanese
- 1986 - Sofiane, rapper francese
- 1986 - Alagie Sosseh, calciatore svedese
- 1986 - Founéké Sy, calciatore maliano († 2020)
- 1986 - Jason Thompson, ex cestista statunitense
- 1986 - Fernando Tielve, attore spagnolo
- 1986 - Wesley Woodyard, giocatore di football americano statunitense
- 1987 - Audrey Alloh, velocista italiana
- 1987 - Heinz Barmettler, ex calciatore svizzero
- 1987 - Vadim Cemîrtan, ex calciatore moldavo
- 1987 - Diego Ciccone, ex calciatore svizzero
- 1987 - Carla Cortijo, ex cestista portoricana
- 1987 - Brandon Costner, ex cestista statunitense
- 1987 - Kami Craig, ex pallanuotista statunitense
- 1987 - Souleyman Diabaté, cestista ivoriano
- 1987 - Mustafa Karim, calciatore iracheno
- 1987 - Antonina Krivošapka, velocista russa
- 1987 - Chris McCann, calciatore irlandese
- 1987 - Bilel Mohsni, calciatore tunisino
- 1987 - Jené Morris, ex cestista statunitense
- 1987 - Dharmaraj Ravanan, ex calciatore indiano
- 1987 - Federico Turrini, ex nuotatore italiano
- 1987 - Jesús Zavala, ex calciatore messicano
- 1988 - Mozes Adams, ex calciatore nigeriano
- 1988 - Jon Asamoah, giocatore di football americano statunitense
- 1988 - KB, rapper statunitense
- 1988 - Ákos Elek, ex calciatore ungherese
- 1988 - Pär Ericsson, ex calciatore svedese
- 1988 - Urszula Gardzielewska, ex altista polacca
- 1988 - Romain Grange, ex calciatore francese
- 1988 - Jing Tian, attrice cinese
- 1988 - Estelle Johnson, ex calciatrice camerunese
- 1988 - Ravern Johnson, ex cestista statunitense
- 1988 - DeAndre Jordan, cestista statunitense
- 1988 - Stephen McCarthy, ex calciatore statunitense
- 1988 - Jah Reid, giocatore di football americano statunitense
- 1988 - Robert Renwick, ex nuotatore britannico
- 1988 - Camilo Sanvezzo, ex calciatore brasiliano
- 1988 - Stephen Schilling, ex giocatore di football americano statunitense
- 1988 - Federico Matías Vieyra, pallamanista argentino
- 1989 - Abdulwahab Al Malood, calciatore bahreinita
- 1989 - Erick Andino, calciatore honduregno
- 1989 - Miro Bilan, cestista croato
- 1989 - Jasmine Cephas Jones, attrice e cantante statunitense
- 1989 - Ali Cobrin, attrice statunitense
- 1989 - Rory Culkin, attore statunitense
- 1989 - Mike Dawes, chitarrista inglese
- 1989 - Vesna Dolonc, ex tennista russa
- 1989 - Marvin Esor, ex calciatore francese
- 1989 - Marco Fabián, calciatore messicano
- 1989 - Chris Gunter, ex calciatore gallese
- 1989 - Preslav Jordanov, calciatore bulgaro
- 1989 - Mihail Kadžaja, lottatore georgiano
- 1989 - Antti-Jussi Kemppainen, sciatore freestyle finlandese
- 1989 - Tim Lelito, giocatore di football americano statunitense
- 1989 - Rafael López, giocatore di calcio a 5 spagnolo
- 1989 - José Alberto Mendoza, calciatore honduregno
- 1989 - Brian Perk, ex calciatore statunitense
- 1989 - Massimiliano Prandi, ex pallavolista italiano
- 1989 - Rodrigo Rojo, ex calciatore uruguaiano
- 1989 - Kofi Schulz, calciatore tedesco
- 1989 - Seo Jae-duck, pallavolista sudcoreano
- 1989 - Pedrito Sierra, pallavolista portoricano
- 1989 - Agneya Singh, regista indiano
- 1989 - Juno Temple, attrice britannica
- 1989 - Giedrius Titenis, ex nuotatore lituano
- 1989 - Ognjen Todorović, calciatore bosniaco
- 1989 - Ömer Toprak, ex calciatore turco
- 1989 - Ryley Walker, cantautore e chitarrista statunitense
- 1989 - Jamie Waylett, attore britannico
- 1989 - Harm Zeinstra, ex calciatore olandese
- 1989 - Furhgill Zeldenrust, calciatore olandese
- 1990 - Giovanni Vinci, wrestler italiano
- 1990 - Evelyn Arys, ex ciclista su strada e pistard belga
- 1990 - Milan Bubalo, calciatore serbo
- 1990 - Pierlorenzo Buzzelli, pallavolista italiano
- 1990 - Quinton Dial, giocatore di football americano statunitense
- 1990 - Franck Elemba, pesista congolese (Repubblica del Congo)
- 1990 - Pilip Ivanoŭ, calciatore bielorusso
- 1990 - Anna Maiwald, multiplista tedesca
- 1990 - Whitney Mercilus, ex giocatore di football americano statunitense
- 1990 - Fabrice N'Sakala, calciatore francese
- 1990 - Daniel Reyes Avellán, ex calciatore nicaraguense
- 1990 - Elvis Sarić, calciatore croato
- 1990 - Erislandy Savón, pugile cubano
- 1990 - Whitney Toyloy, modella svizzera
- 1990 - Eirik Valla Dønnem, giocatore di calcio a 5 e ex calciatore norvegese
- 1990 - Hendrick Zuck, calciatore tedesco
- 1990 - Marquinhos Gabriel, calciatore brasiliano
- 1991 - İbrahim Akdağ, calciatore turco
- 1991 - Jamaal Franklin, cestista statunitense
- 1991 - Rustem Hoxha, calciatore albanese
- 1991 - Taylor Lewan, giocatore di football americano statunitense
- 1991 - Jovan Nikolić, calciatore montenegrino
- 1991 - Sara Sampaio, modella e attrice portoghese
- 1991 - Henry Pwono, cestista statunitense
- 1991 - Lucy Spraggan, cantautrice britannica
- 1991 - LaAdrian Waddle, giocatore di football americano statunitense
- 1991 - Bailey Webster, pallavolista statunitense
- 1991 - Andreas Wiegel, calciatore tedesco
- 1991 - Kentarō Yasui, attore giapponese
- 1992 - Siëvuš Asrorov, calciatore tagiko
- 1992 - Nick Bakker, ex calciatore olandese
- 1992 - Jessica Barden, attrice britannica
- 1992 - Julia Beljajeva, schermitrice estone
- 1992 - Giovanni De Gennaro, canoista italiano
- 1992 - Henri Eninful, calciatore togolese
- 1992 - Chloe Ferrari, pallavolista statunitense
- 1992 - Fadane Hamadi, ostacolista e triplista comoriano
- 1992 - Edijs Joksts, ex calciatore lettone
- 1992 - Kyriakos Kivrakidīs, calciatore greco
- 1992 - Katherine Lange, pallavolista statunitense
- 1992 - Umberto Marengo, ciclista su strada e mountain biker italiano
- 1992 - Víctor Mongil, calciatore spagnolo
- 1992 - Adolphus Nagbe, calciatore liberiano
- 1992 - Charlotte de Witte, disc-jockey e produttrice discografica belga
- 1992 - Burak Çelik, attore e modello turco
- 1992 - Marek Šindler, canoista ceco
- 1993 - Jalgasbay Berdimuratov, lottatore uzbeko
- 1993 - Ana Bucik, sciatrice alpina slovena
- 1993 - Alberto Coelho, ex calciatore portoghese
- 1993 - Matteo Fallucca, cestista italiano
- 1993 - Andrejs Gražulis, cestista lettone
- 1993 - Sandesh Jhingan, calciatore indiano
- 1993 - Viktor Juríček, cestista slovacco
- 1993 - Haziq Kamaruddin, arciere malese († 2021)
- 1993 - Cyrus Kouandjio, ex giocatore di football americano camerunese
- 1993 - Luksika Kumkhum, tennista thailandese
- 1993 - Gabriel Leone, attore brasiliano
- 1993 - Jérémy Maison, ex ciclista su strada francese
- 1993 - Walter Montoya, calciatore argentino
- 1993 - Máté Nemeš, lottatore serbo
- 1993 - Viktor Nemeš, lottatore serbo
- 1993 - Carlos Ohene, calciatore ghanese
- 1993 - Ayo Simon Okosun, calciatore danese
- 1993 - Ester Peony, cantante rumena
- 1993 - Jacopo Salvetti, rugbista a 15 italiano
- 1994 - Jonson Clarke-Harris, calciatore inglese
- 1994 - Corban Collins, cestista statunitense
- 1994 - Hillary Janssens, canottiera canadese
- 1994 - Jamal Lowe, calciatore inglese
- 1994 - Shalimarie Merlo, pallavolista portoricana
- 1994 - Joe Newell, calciatore inglese
- 1994 - Lucas Olaza, calciatore uruguaiano
- 1994 - William Palacios, calciatore colombiano
- 1994 - Anna Pogany, pallavolista tedesca
- 1995 - Hind Ben Abdelkader, cestista belga
- 1995 - Øystein Bråten, sciatore freestyle norvegese
- 1995 - Gabriel Báez, calciatore argentino
- 1995 - Sanne van Dijke, judoka olandese
- 1995 - Sam Hardy, canottiere australiano
- 1995 - Kalle Järvilehto, snowboarder finlandese
- 1995 - Emma Lind, calciatrice svedese
- 1995 - Erick Mendonça, giocatore di calcio a 5 portoghese
- 1995 - Robson Azevedo da Silva, calciatore brasiliano
- 1995 - Aylin Sarıoğlu, pallavolista turca
- 1995 - Jill Svensson, cantante svedese
- 1995 - Margaux Vigié, ciclista su strada francese
- 1995 - Julián Vitale, calciatore argentino
- 1995 - Corliss Waitman, giocatore di football americano belga
- 1995 - Melissa Wijfje, pattinatrice di velocità su ghiaccio olandese
- 1995 - Luke Woodland, calciatore filippino
- 1995 - Branco van den Boomen, calciatore olandese
- 1996 - Tameem Al-Muhaza, calciatore qatariota
- 1996 - Joe Aribo, calciatore inglese
- 1996 - Anya Chalotra, attrice britannica
- 1996 - Vladislav Grinëv, nuotatore russo
- 1996 - Mikael Ingebrigtsen, calciatore norvegese
- 1996 - Elvis Kamsoba, calciatore burundese
- 1996 - Levani Kavjaradze, lottatore georgiano
- 1996 - Viljar Myhra, calciatore norvegese
- 1996 - Markus Nakkim, calciatore norvegese
- 1996 - Rico Preißinger, calciatore tedesco
- 1996 - Riley Ridley, giocatore di football americano statunitense
- 1996 - Kanyawee Songmuang, attrice e modella thailandese
- 1996 - Sam Underhill, rugbista a 15 britannico
- 1997 - Lumala Abdu, calciatore ugandese
- 1997 - Carter Coughlin, giocatore di football americano statunitense
- 1997 - Rikako Kobayashi, calciatrice giapponese
- 1997 - Leandro Lacunza, calciatore argentino
- 1997 - Frank Ronstadt, calciatore tedesco
- 1997 - Baggio Siadi, calciatore congolese (Repubblica Democratica del Congo)
- 1997 - Omari Spellman, cestista statunitense
- 1997 - Emil Tîmbur, calciatore moldavo
- 1998 - İlayda Akdoğan, attrice turca
- 1998 - Abel Argañaraz, calciatore argentino
- 1998 - Marie Bouzková, tennista ceca
- 1998 - Mason Jones, cestista statunitense
- 1998 - Maggie Lindemann, cantautrice statunitense
- 1998 - Thomas Preining, pilota automobilistico austriaco
- 1998 - Matko Zirdum, calciatore croato
- 1999 - Téo Andant, velocista francese
- 1999 - Giacomo Conti, calciatore sammarinese
- 1999 - Diego Henrique Costa Barbosa, calciatore brasiliano
- 1999 - Leonardo Deplano, nuotatore italiano
- 1999 - Constantin Dima, calciatore rumeno
- 1999 - Myles Frost, attore e ballerino statunitense
- 1999 - Antonio Marín, calciatore paraguaiano
- 1999 - Maria Mateas, tennista statunitense
- 1999 - Rhys McClenaghan, ginnasta irlandese
- 1999 - Isaiah McDuffie, giocatore di football americano statunitense
- 1999 - Evan McPherson, giocatore di football americano statunitense
- 1999 - Beatrice Tornatore, ginnasta italiana
- 1999 - Antōnīs Tsiftsīs, calciatore greco
- 2000 - Isaiah Adams, giocatore di football americano canadese
- 2000 - Armin Dornauer, sciatore alpino austriaco
- 2000 - Erling Haaland, calciatore norvegese
- 2000 - Demetrius Knight, giocatore di football americano statunitense
- 2000 - Bridge Ndilu, calciatore francese
- 2000 - Jens Lurås Oftebro, combinatista nordico norvegese
- 2000 - Kosta Vangjeli, calciatore albanese

## XXI secolo(24)
- 2001 - Leandro Aguilera, calciatore uruguaiano
- 2001 - Lautaro Pertusatti, calciatore uruguaiano
- 2002 - Maksym Braharu, calciatore ucraino
- 2002 - Tommaso Gianazza, pallanuotista italiano
- 2002 - Rika Kihira, pattinatrice artistica su ghiaccio giapponese
- 2002 - Branislav Knežević, calciatore serbo
- 2002 - Nihat Məmmədli, lottatore azero
- 2002 - John Tolkin, calciatore statunitense
- 2003 - Jonathon Brooks, giocatore di football americano statunitense
- 2003 - Maksym Djačuk, calciatore ucraino
- 2003 - Lisa Ekström, ex sciatrice alpina svedese
- 2003 - Nicola Giordano, cestista italiano
- 2003 - Veljko Ilić, calciatore serbo
- 2003 - Pavlo Isenko, calciatore ucraino
- 2003 - Matvej Ivachnov, calciatore russo
- 2003 - Marija Leković, cestista montenegrina
- 2003 - Anthony Valencia, calciatore ecuadoriano
- 2004 - Franco Cabrera, calciatore uruguaiano
- 2004 - Angela Passeri, calciatrice italiana
- 2005 - Bub Carrington, cestista statunitense
- 2005 - Pierce Charles, calciatore nordirlandese
- 2005 - Joseph Zada, attore australiano
- 2006 - Endrick Felipe Moreira de Sousa, calciatore brasiliano
- 2007 - Melek Andreea Akay, nuotatrice artistica turca